# Tomaszów (powiat szydłowiecki)
Tomaszów – wieś w Polsce położona w województwie mazowieckim, w powiecie szydłowieckim, w gminie Orońsko. Ma status sołectwa.
W latach 1975–1998 miejscowość należała administracyjnie do województwa radomskiego.
Wierni Kościoła rzymskokatolickiego należą do parafii Najświętszego Serca Jezusowego w Rudzie Wielkiej.